# Пужники
Пужники (укр. Пужники) — село в Тлумачской городской общине Ивано-Франковского района Ивано-Франковской области Украины.
Население по переписи 2001 года составляло 833 человека. Занимает площадь 16,47 км². Почтовый индекс — 78034. Телефонный код — 03479.

## История
В 1823 году Теодор Мрозовицкий основал в Пужниках сахарный завод (свеклосахарний завод). Это был первый сахарный завод не только в Галиции но и во всей австрийской империи
Входило в Бортницкий сельский совет
В 2011 году Немецкое Народное Общество и Ивано-Франковская облгосадминистрация договорились провести работы в селе по обнаружению захоронений солдат Вермахта времен Великой Отечественной войны. До 1947 года в селе действовал приход греко-католиков.

## Население
- 1989 год 965 человек
- 2001 год 831 человек
- 2022 год 644 человек[3]

## Известные люди
- Теодор Мрозовицкий польский магнат, основал первый сахарный завод в Австрийской империи

## Религия

### Священники УГКЦ в истории села
- отец Николай Совяковсикий
- отец Антон Яворский

## Памятки
- Первый сахарный завод Австрийскои империи не сохранился
- Церковь Святой Параскевы 1894 г. принадлежит ПЦУ